# Pterospondyl
Pterospondyl (Pterospondylus trielbae) – dinozaur z grupy teropodów, z nadrodziny celofyzoidów (Coelophysoidea).
Żył w okresie późnego triasu na terenach obecnej Europy. Długość ciała ok. 2 m. Jego szczątki znaleziono w Niemczech.
Słabo poznany dinozaur. Może okazać się synonimem prokompsognata.